# 梁伟年
梁伟年（1959年10月—），男，汉族，湖北随州人，中华人民共和国政治人物。武汉水利电力学院农田水利工程系（今武汉大学水利水电学院）干部专修科农田水利工程专业毕业，湖北省高等教育自学考试武汉大学行政管理专业、湖北省高等教育自学考试武汉工学院工业管理工程专业毕业，华中理工大学工商管理学院在职获管理学硕士学位，华中科技大学管理学院管理科学与工程专业在职管理学博士学位。

## 生平
1976年8月参加工作，1980年9月加入中国共产党。1993年7月，任共青团湖北省委青工部部长。1996年10月，任湖北省人事厅副厅长。2003年11月，任中共十堰市委副书记。2006年8月，任湖北省工商行政管理局副局长。2007年2月，任湖北省工商行政管理局局长。2008年7月，任中共孝感市委副书记。8月，任代市长、市长。2011年4月，任中共湖北省委组织部常务副部长。2015年4月，任中共湖北省委常委、宣传部部长。2017年4月，任中共湖北省委常委、秘書長。2020年1月16日，当选为湖北省人大常委会副主任。2023年1月，换届不再担任。

## 外部連結
- 梁偉年簡歷 （页面存档备份，存于） 人民網 2017-01-03

| 中国共产党职务         | 中国共产党职务                                              | 中国共产党职务 |
| ---------------------- | ----------------------------------------------------------- | -------------- |
| 前任： 傅德辉          | 中国共产党湖北省委员会秘书长 2017年4月－2020年2月           | 繼任： 董卫民  |
| 前任： 尹汉宁          | 中国共产党湖北省委员会宣传部部长 2015年4月－2017年4月       | 繼任： 王艳玲  |
| 前任： 吴 超           | 中国共产党湖北省委员会组织部常务副部长 2011年3月－2015年4月 | 繼任： 胡志强  |
| 中華人民共和國政府职务 |                                                             |                |
| 前任： 梁惠玲          | 孝感市人民政府市长 2008年8月－2011年3月                     | 繼任： 陶 宏   |